# Euglossa piliventris
Euglossa piliventris är en biart som beskrevs av Guérin-Méneville 1845. Euglossa piliventris ingår i släktet Euglossa, tribus orkidébin, och familjen långtungebin. Inga underarter finns listade.